# Honda EV Concept
Honda EV Concept — серия из двух концептуальных электромобилей, созданных японской компанией Honda и разработанных с отсылками на модели Honda, снятые с производства. Urban EV Concept дебютировал в сентябре 2017 года в Германии на Международном автомобильном салоне, в то время как Sports EV Concept дебютировал в октябре того же года на Токийском автосалоне.

## Общие черты
Передняя и задняя части оснащены экранами, на которых отображаются сообщения для других автомобилистов или состояние аккумулятора. Другие общие детали — форма и конфигурация фар, задних фонарей и радиаторной решётки, матовые чёрные полоски по бокам и затемнённые A-образные колонны. Также имеется система искусственного интеллекта «Honda Automated Network Assistant».

## Urban EV
Экстерьер Urban EV Concept разработан в стиле Honda Civic первого поколения, а длина примерно такая же, как у Honda Fit. Задние двери автомобиля заднепетельные. Разработка дизайна экстерьера приписана Юки Тераи.
В салоне автомобиля размещается четверо взрослых людей. Приборная панель отделана деревом с длинным цифровым экраном в качестве комбинации приборов и информационно-развлекательной системы. На верхних дверных панелях расположены дополнительные экраны, где отображаются данные с камер бокового обзора. Дизайнером экстерьеров является Фумихиро Ягучи.

### Серийная версия

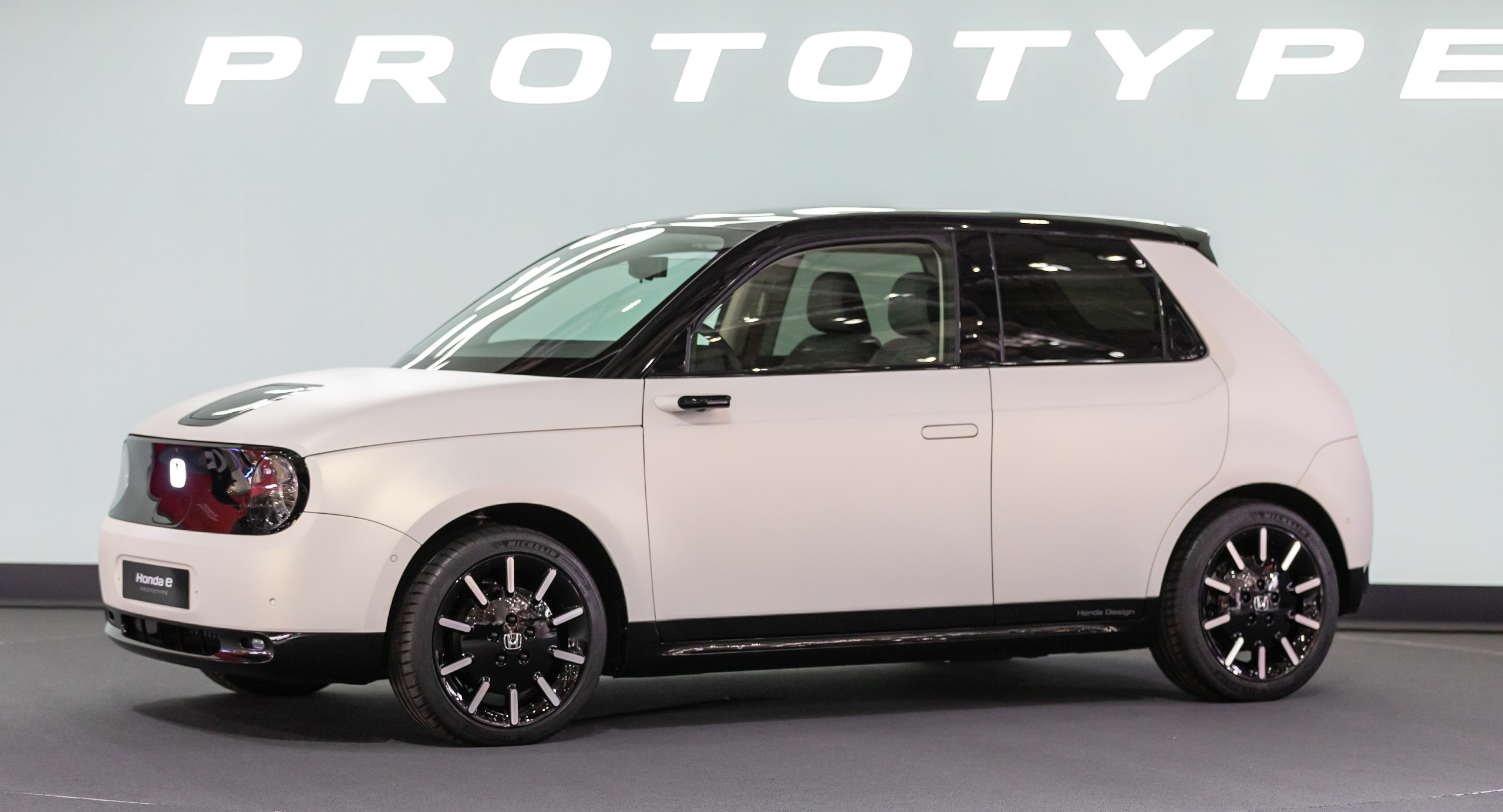
Honda e Prototype

Серийная версия Urban EV Concept была запущена в производство в конце 2019 года в Европе, затем в 2020 году продажи начались в Японии. Целевым рынком для Urban EV Concept является сегмент пассажирских перевозок на короткие расстояния.
Предсерийный прототип был представлен в феврале 2019 года на Женевском автосалоне. В мае того же года компания Honda объявила о серийном выпуске автомобиля под названием Honda e. Производство и продажи стартовали в конце 2019 года.

## Sports EV

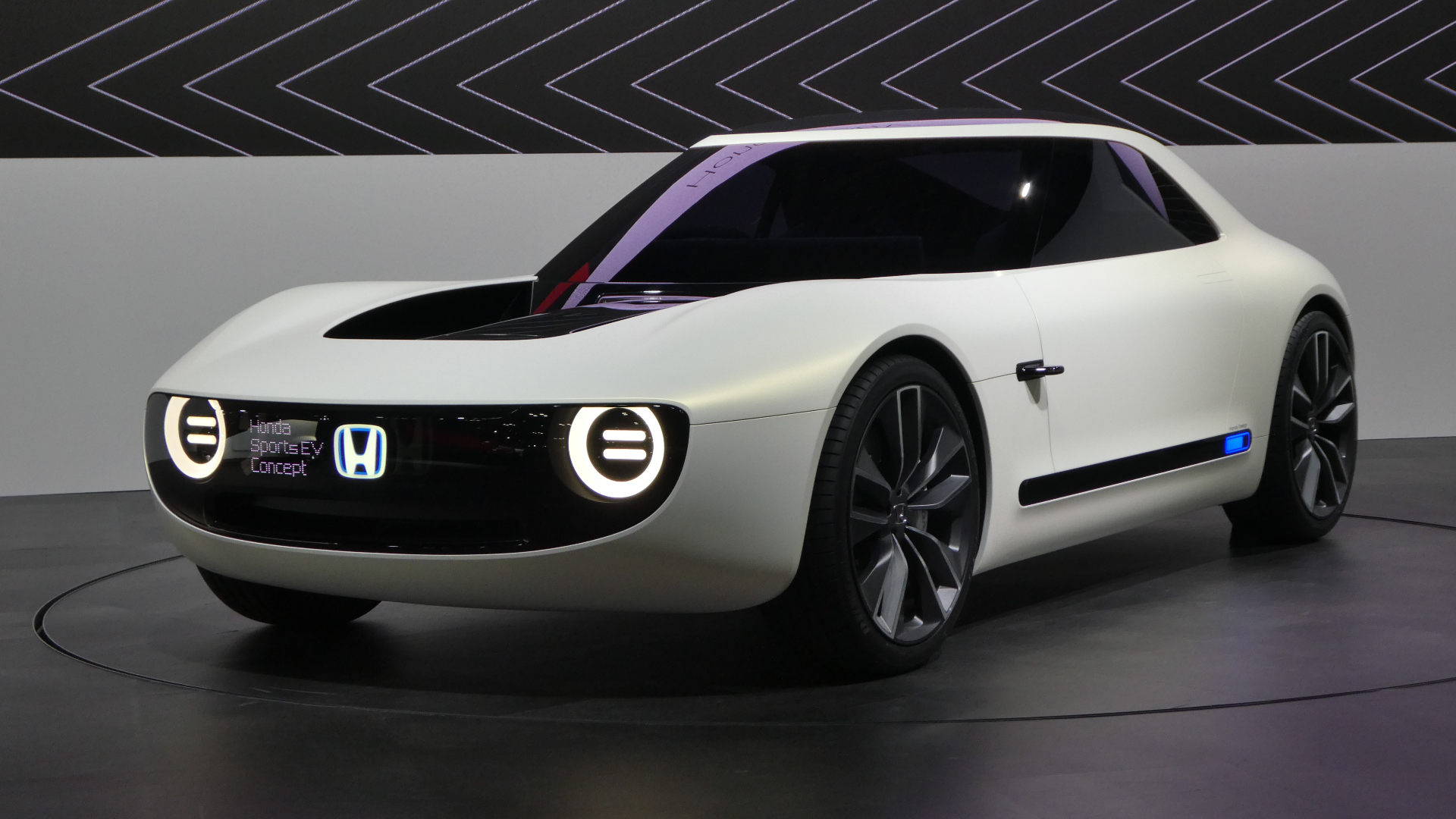
Honda Sports EV Concept

Экстерьер Sports EV Concept разработан в стиле Honda S600. Автомобиль разделяет фары, задние фонари и приборную панель с Urban EV. В салоне автомобиля два сиденья. Ввиду короткого шестимесячного графика разработки интерьер спортивного электромобиля, представленного на выставке TMS 2017, не был закончен.
Руководителем проекта и дизайнером экстерьера являлся Макото Харада.